# Ferula schtschurowskiana
Ferula schtschurowskiana là một loài thực vật có hoa trong họ Hoa tán. Loài này được Regel & Schmalh. mô tả khoa học đầu tiên năm 1882.